# Biliardo ai Giochi mondiali 2025
Le competizioni di biliardo ai Giochi mondiali 2025 si sono svolte dal 10 al 14 agosto 2025 presso il Lago Qinglong di Chengdu, in Cina.

## Podi
| Specialità                   | Oro             | Argento         | Bronzo        |
| 10-ball maschile (dettagli)  | Olivér Szolnoki | Gerson Martínez | Joshua Filler |
| 10-ball femminile (dettagli) | Han Yu          | Chezka Centeno  | Liu Shasha    |
| Heyball maschile (dettagli)  | Zhang Taiyi     | Jason Theron    | Tang Chunxiao |

## Medagliere
| Posiz. | Nazione   | Oro | Argento | Bronzo | Totale |
| ------ | --------- | --- | ------- | ------ | ------ |
| 1      | Cina      | 2   | 0       | 2      | 4      |
| 2      | Ungheria  | 1   | 0       | 0      | 1      |
| 3      | Perù      | 0   | 1       | 0      | 1      |
| 3      | Filippine | 0   | 1       | 0      | 1      |
| 3      | Sudafrica | 0   | 1       | 0      | 1      |
| 6      | Germania  | 0   | 0       | 1      | 1      |
| Totale | Totale    | 3   | 3       | 3      | 9      |